# Дом народа Парламента Федерације Босне и Херцеговине
Дом народа Парламента Федерације Босне и Херцеговине је горњи дом Парламента Федерације Босне и Херцеговине. Доњи дом је Представнички дом.

## Историја
Изворним Уставом Федерације Босне и Херцеговине (1994) одређено је да се Дом народа састоји од 30 делегата Бошњака и 30 делегата Хрвата, као и осталих делегата. Делегати су међу собом бирали предсједавајућег и замјеника предсједавајућег који нису могли бити из истог конститутивног народа.
Одлуке у Дому народа су се доносиле простом већином осим одлука које су се тицале виталног интереса било којег од конститутивних народа. Такве одлуке су захтијевале сагласност већине делегата, укључујући већину бошњачких делегата и већину хрватских делегата. Витални интерес се могао захтијевати већином гласова бошњачких или хрватских делегата. Уколико је већина преосталих делегата била против оснивала се заједничка комисија бошњачких и хрватских делегата ради разрјешења тог питања. Уколико заједничка комисија није била у могућности ријешити то питање у року од једне седмице, питање је рјешавао Уставни суд по хитном поступку.
Наметнутим уставним амандманом XXVII (2002) и Срби су поред Бошњака и Хрвата постали конститутивни народ у Федерацији. Осталим наметнутим амандманима основан је Клуб српских делегата и прописан другачији састав Дома народа, који је и данас важећи. Исто тако је прописана и нова парламентарна процедура за заштиту виталних интереса, идентична као и код новооснованог Вијећа народа Републике Српске.
2022. године је одлуком Кристијан Шмита Дом народа увећан на 80 посланика наметнутим амандманима на Устав ФБиХ, са по 17 на 23 за сваки народ и 11 за "остале".

## Дјелокруг
Дом народа је равноправан дом са Представничким домом јер све одлуке Парламента Федерације Босне и Херцеговине захтијевају потврду оба дома осим за пословнике и декларације које домови самостално доносе. Истовремено је и орган за заштиту виталних националних интереса конститутивних народа (Бошњака, Хрвата и Срба).
Витални национални интереси конститутивних народа су дефинисани на сљедећи начин: остваривање права конститутивних народа да буду адекватно заступљени у законодавним, извршним и правосудним органима власти; идентитет једног конститутивног народа; уставни амандмани; организација органа јавне власти; једнака права конститутивних народа у процесу доношења одлука; образовање, вјероисповијест, језик, његовање културе, традиције и културно насљеђе; територијална организација; систем јавног информисања; и друга питања која би се третирала као питања од виталног националног интереса уколико тако сматра 2/3 једног од клубова делегата конститутивних народа у Дому народа.
Када се одлучује о промјени Устава Федерације Босне и Херцеговине, уз двотрећинску већину у Представничком дому, потребна је и проста већина у Дому народа која укључује већину бошњачких, већину хрватских и већину српских делегата.

## Организација
Састав Дома народа је паритетан тако да сваки конститутивни народ (Бошњаци, Хрвати, Срби) има исти број делегата. Састоји се од 80 делегата, и то по 23 делегата из реда сваког од конститутивних народа и 11 делегата из реда Осталих. Остали имају право да равноправно учествују у поступку већинског гласања.
Мандат делегата у Дому народа је четири године. Делегате бирају кантоналне скупштине из реда својих делегата пропорционално националној структури становништва. Број делегата који се бирају у сваком кантону сразмјеран је броју становника кантона. Мора бити најмање један Бошњак, један Хрват и један Србин из сваког кантона који имају најмање једног таквог посланика у свом законодавном тијелу. Делегате Бошњаке, Хрвате и Србе из сваког кантона бирају посланици из реда тог конститутивног народа, а начин избора делегата Осталих уређује се законом. Функцију делегата не може вршити ниједан посланик у Представничком дому Парламента Федерације Босне и Херцеговине нити вијећник општинског вијећа (одборник скупштине општине).
Дом народа се сазива први пут најкасније 20 дана након избора кантоналних законодавних тијела. Делегати бирају између себе предсједавајућег и два потпредсједавајућа, који не могу бити из истог конститутивног народа или Осталих.